# Lakatos Mónika
Lakatos Mónika (1978 –) Kossuth-díjas magyar cigány énekesnő, a Romengo együttes énekesnője. 2020-ban világzenei WOMEX-életműdíjat kapott, első cigány művészként.

## Élete és pályafutása
Rákosszentmihályi oláh cigány családban született, autodidakta módon tanult zenélni és táncolni leginkább édesapjától. Édesanyja háztartásbeli volt, édesapja kereskedett, heten voltak testvérek.
Unokatestvérei unszolására húgaival 1994-ben csatlakozott a Holdvilág Kamaraszínházhoz, itt ismerkedett meg későbbi férjével, Rostás Mihály „Mazsival”, aki gitáron kísérte a fellépéseket. A kamaraszínház igazgatója, Malgot István 1996-ban a tudtuk nélkül nevezte be őket a Ki mit tud? vetélkedőbe, ahol Lakatos Mónika és a Hold Gyermekei néven léptek fel, és a népdal kategóriában nyertek. 1996-ban házasodtak össze, lányuk, Dzseni születési után Lakatos három évig lemondott a színpadra lépésről. Férje aztán a Romano Drom együttes tagja lett, mellyel időnként Mónika is fellépett. 2004-ben aztán létrehozták a Romengo együttest, mely nagyecsedi cigány zenét játszik. Két albumuk jelent meg, mindkettő a World Music Charts Europe tízes slágerlistáján szerepelt.
2010-ben Eran Riklis A HR manager című filmjéhez kölcsönözte énekhangját. 2017-ben jelent meg szólólemeze Romanimo címmel, mely a World Music Charts Europe 2018 februári havi listáján a negyedik helyet szerezte meg, az éves listáján pedig a 14. helyet kapta, szakmai zsűri válogatása alapján.

## Diszkográfia
Szólólemezek
- Romanimo (2017. október 20.)
- Hangszín (Lakatos Mónika és a Cigány Hangok formációval, 2020)

## Díjai és elismerései
- Anna Lindh-díj (2007)[12]
- Párhuzamos Kultúráért díj (2013)[13]
- Nemzetiségekért Díj (2014)[14]
- WOMEX-díj (2020)[4]
- Pro Cultura Minoritatum Hungariae Díj (2020)[15]
- Kossuth-díj (2022)
- Magyar Esélyegyenlőségi Díj (2023)